# درگیری‌های ۲۰۱۹ تل رفعت
درگیری‌های ۲۰۱۹ تل رفعت، یک رویارویی نظامی بود که توسط ترکیه و ارتش ملی سوریه بر ضد یگان‌های مدافع خلق (ی پ گ) در اوایل ماه مه ۲۰۱۹ صورت گرفت.

## پیش‌زمینه
درگیری‌ها پس از آن آغاز شد که دو سرباز ترکیه در ۴ مه ۲۰۱۹ در درگیری با یگان‌های مدافع خلق کشته و یک نفر نیز زخمی شد. در تلافی حمله، وزارت دفاع ترکیه اعلام کرد که ۲۳ جنگجوی ی پ گ را کشته‌است، در پی این حادثه که یک مقام رسمی ترکیه به رویترز گفت که «در صورت لزوم» آنها عملیات بزرگتری را آغاز خواهند کرد.

## گاهشمار
در ۴ مه ۲۰۱۹، ارتش ملی سوریه (SNA) اعلام کرد که عملیاتی را علیه نیروهای ی پ گ در روستاهای نزدیک تل رفعت آغاز کرده‌است. ارتش ملی سوریه در ابتدا موفق به تصرف سه روستای مرعناز، المالکیه، شوارغه الارز شد، آن‌ها در جریان تصرف این روستاها با مقاومت اندکی روبرو شدند. پس از تصرف این سه روستا، ارتش ملی سوریه اظهار داشت: «آرزوی ما این است که به تل رفعت و فراتر از آن برسیم.» با این حال پس از گلوله‌باران شدید مواضع ارتش ملی سوریه و ترکیه توسط نیروهای دموکراتیک سوریه و همچنین نیروهای طرفدار دولت و وجود تعداد زیادی مین در منطقه، ارتش ملی سوریه و نیروهای مسلح ترکیه مجبور به عقب‌نشینی شدند و نیروهای کرد، هر سه روستا را پس گرفتند.
روز بعد گزارش شد که این حمله به نفع مذاکرات بیشتر بین ترکیه و روسیه برای ایجاد منطقه غیرنظامی در منطقه لغو شده‌است.

## پیامدها
در ۱۸ مه ۲۰۱۹، درگیری‌ها جدیدی در منطقه تل رفعت آغاز شد که باعث کشته شدن پنج شورشی و یک غیرنظامی شد. در ۹ ژوئن ۲۰۱۹، مبارزان نیروهای دموکراتیک سوریه به سربازان ترکیه حمله کردند که منجر به کشته شدن ۱ سرباز و زخمی شدن ۷ نفر شد. در پاسخ، نیروهای مسلح ترکیه طی چند روز آینده با گلوله‌باران مواضع نیروهای کرد به این حمله واکنش نشان دادند.